# Gurgenes II Arzerúnio
Gurgenes II Arzerúnio (Γουργένης; em armênio: Գուրգեն; romaniz.: Gurgen; n. 883/4 - m. 923) foi um príncipe de Vaspuracânia de 904 a 923 que pertenceu à nobre família Arzerúnio. Ele governou sobre a porção sudeste do país, enquanto seu irmão Cacício I a porção noroeste. Com sua morte em 923, suas propriedades foram legadas por Cacício I.

## Contexto
Desde o final do século VII a Armênia era uma província sob domínio árabe liderada por um osticano (governador) árabe representando o califa omíada e depois abássida, e tornar-se-ia campo de batalha entre o califado e o Império Bizantino até o início do século IX. Para reforçar a sua autoridade, estes osticanos implementaram emires em diversas regiões armênias; em Vaspuracânia, província histórica situada ao sul e dominada pelos Arzerúnio, não houve exceção à regra. A família, no entanto, se beneficiaria da autonomia dos emires locais e da oposição que criavam ao governador e gradualmente expandiu seus domínios: em 850 e sem que se saiba exatamente como, os Arzerúnio eram iscanos (príncipes) de Vaspuracânia. A aquisição da Armênia pelo turco Buga Alquibir em nome do califa Mutavaquil (r. 847–861) pelos anos 850 afetou muitas famílias nacarar (principescas), incluindo os Arzerúnio.

## Nome
Gurgenes (Γουργένης, Gourgénēs) é a forma grega do armênio Gurguém (Գուրգեն, Gurgēn) e Verquém (Վրկեն, Vrkēn), que por sua vez derivou do iraniano antigo Vercaina (*Vr̥kaina-; do hipocorístico para *vr̥ka-, "lobo") através do parta Vurquém (*Wurkēn). Foi registrado em elamita como Marguena, persa novo como Gurguim (Gurgīn).

## Vida

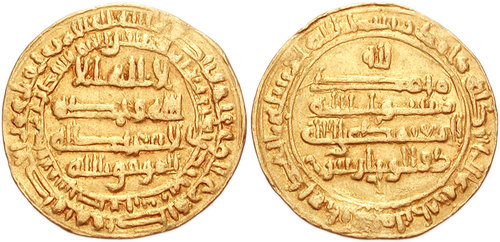
Dinar de ouro de Almutâmide r.

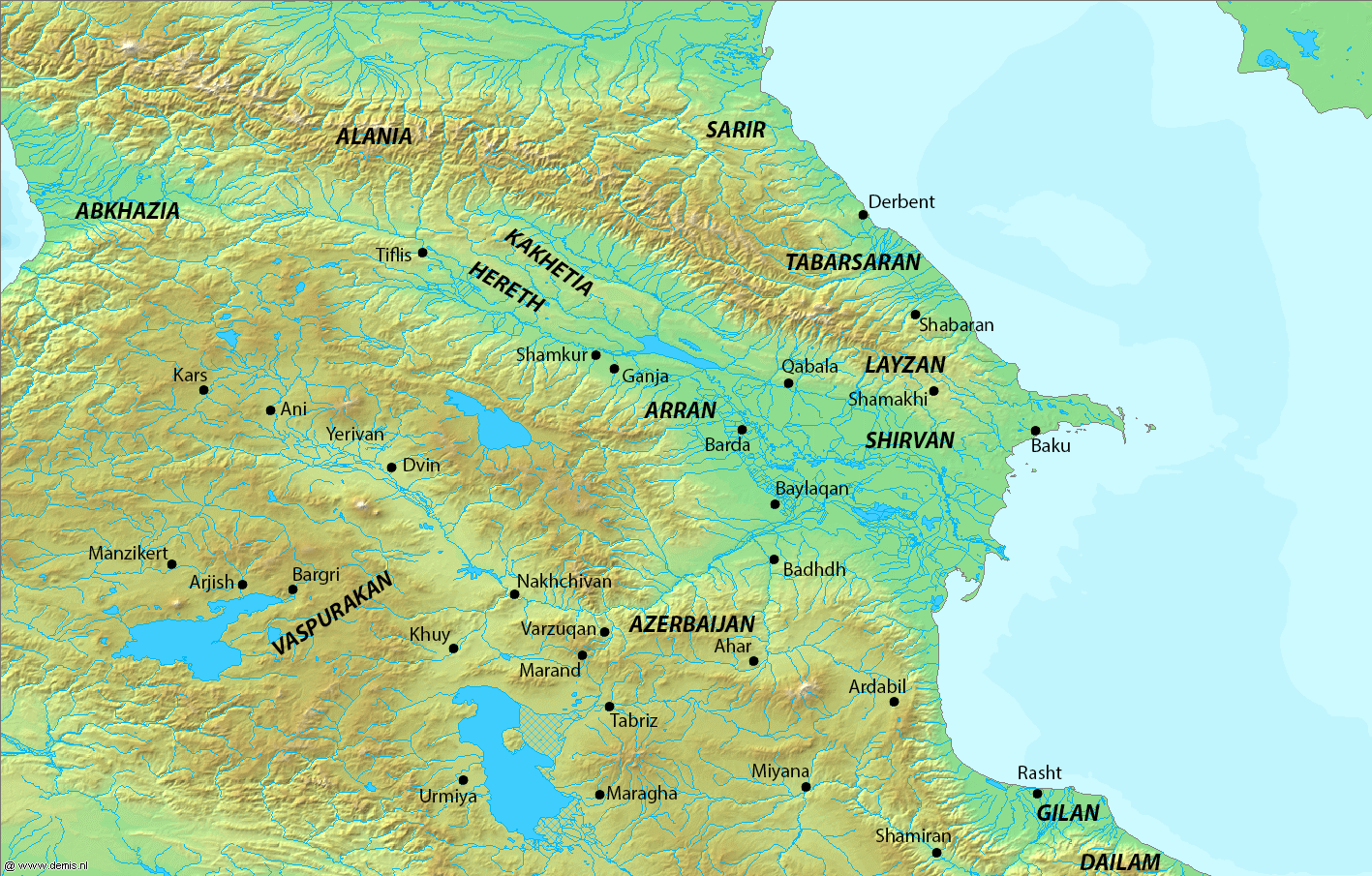
Mapa do Azerbaijão e Cáucaso

Gurgenes nasceu em 883 ou 884 e era o terceiro filho do príncipe de Vaspuracânia Gregório Derenício com sua esposa Sofia Bagratúnio, a filha do rei da Armênia Asócio I, o Grande (r. 856–890). Gregório Derenício foi morto em 877 numa emboscada quando tentava submeter o emir de Her, deixando Gurgenes e seus irmãos Asócio Sérgio e Cacício I, que foram colocados sob regência dum membro da família, Cacício Abu Maruane, que havia sido designado por Asócio I, mesmo embora fosse rejeitado pela nobreza, por ter combatido ao lado de Gregório Derenício. O regente tentou reclamar a herança dos irmãos, provavelmente com ajuda de seu tio, Simbácio I (r. 890–914), que havia sucedido seu pai Asócio I, uniu Asócio Sérgio a sua própria filha Seda e impôs a troca de territórios desfavoráveis.
Simbácio I autorizou que Cacício Abu Maruane prendesse os três príncipes e ele foi confirmado com o título de príncipe de Vaspuracânia em 896/897 pelo irmão e condestável do monarca, Sapor, que era, por sua vez, padrasto do novo príncipe. Cacício permaneceria no trono até 898, quando foi assassinado numa emboscada orquestrada por Cacício I, que havia sido recentemente libertado e estava presente em Vã para assistir um desfile que celebrava uma vitória militar do regente. Com o falecimento de Cacício Abu Maruane, Asócio Sérgio reassumiu as rédeas do principado. Simbácio I, visando reconciliar-se com seus sobrinhos, elevou Cacício I ao posto de general e Gurgenes ao de marzobã ("governador"). Asócio Sérgio, por entanto, para confirmar sua fidelidade ao emir sájida do Azerbaijão e representante do califa abássida Almutâmide (r. 870–892), Maomé Alafexim, a quem havia jurado vassalagem, enviou seu irmão Cacício I como refém; após sete meses Cacício I foi substituído por Gurgenes II, que acabou preferindo fugir devido aos maus-tratos sofridos. Alafexim invadiu Vaspuracânia e manteve uma ocupação militar do país até sua morte em 901.
Com a morte de Asócio Sérgio em 13 de novembro de 903, Cacício e Gurgenes sucederam-lhe no ano seguinte através da partilha de sua herança: Cacício herdou as possessões noroeste de Arzerúnio, enquanto Gurgenes as do sudeste. Gurgenes participou nas operações de seu irmão contra diversas rebeliões, envolveu-se nas trocas de territórios realizada por Cacício para fazer seus domínios mais compacto e seguiu-lhe o exemplo: ele se recuperou e envolveu-se na edificação de vários edifícios em seus territórios, incluindo Adamaquerta. Gurgenes também participou da aliança de seu irmão com o emir sájida Iúçufe ibne Abi Alçaje (r. 901–918; 922–928) e participou na campanha contra Simbácio I em 910. No entanto, vendo a devastação causada por esta campanha, Gurgenes, como Cacício, procurou distanciar-se gradualmente de Iúçufe, porém, com a morte e martírio de Simbácio I em 914, os irmãos deixaram de resistir e permaneceram aliados pelo resto de suas vidas. Gurgenes morreu após 923, aparentemente sem deixar descendência, permitindo a Cacício I finalmente concluir a unificação de Vaspuracânia.